# 1925年刘少奇被捕案
1925年刘少奇被捕案指的是1925年刘少奇自上海返回长沙养病期间，被湖南赵恒惕当局逮捕一事。刘少奇被捕后，受到多方营救，赵恒惕决定将其释放并驱逐出湘。此案原本并无枝节，刘少奇也未曾有叛变之疑，然而1953年，中央政府副主席刘少奇矢口否认当年其同学----赵恒惕的外甥杨剑雄曾积极营救一事，致使杨剑雄被宁乡县政府当作地主恶霸枪毙。文化大革命期间，刘少奇专案组认定刘少奇杀人灭口。
1980年，中央为刘少奇平反时，也按照刘少奇的说法，否认杨剑雄参与营救。然而2019年，有人指出，文革期间，台湾情报部门采访了在仍建在的赵恒惕，赵承认是杨剑雄带人作保，才有刘少奇被释放。而刘少奇在1953年给宁乡县政府的回函中，认定其中学毕业后三十多年未曾与杨见面，也与事实不符。他们曾在1927年大革命时期于武汉见面过。